# Volkersgau

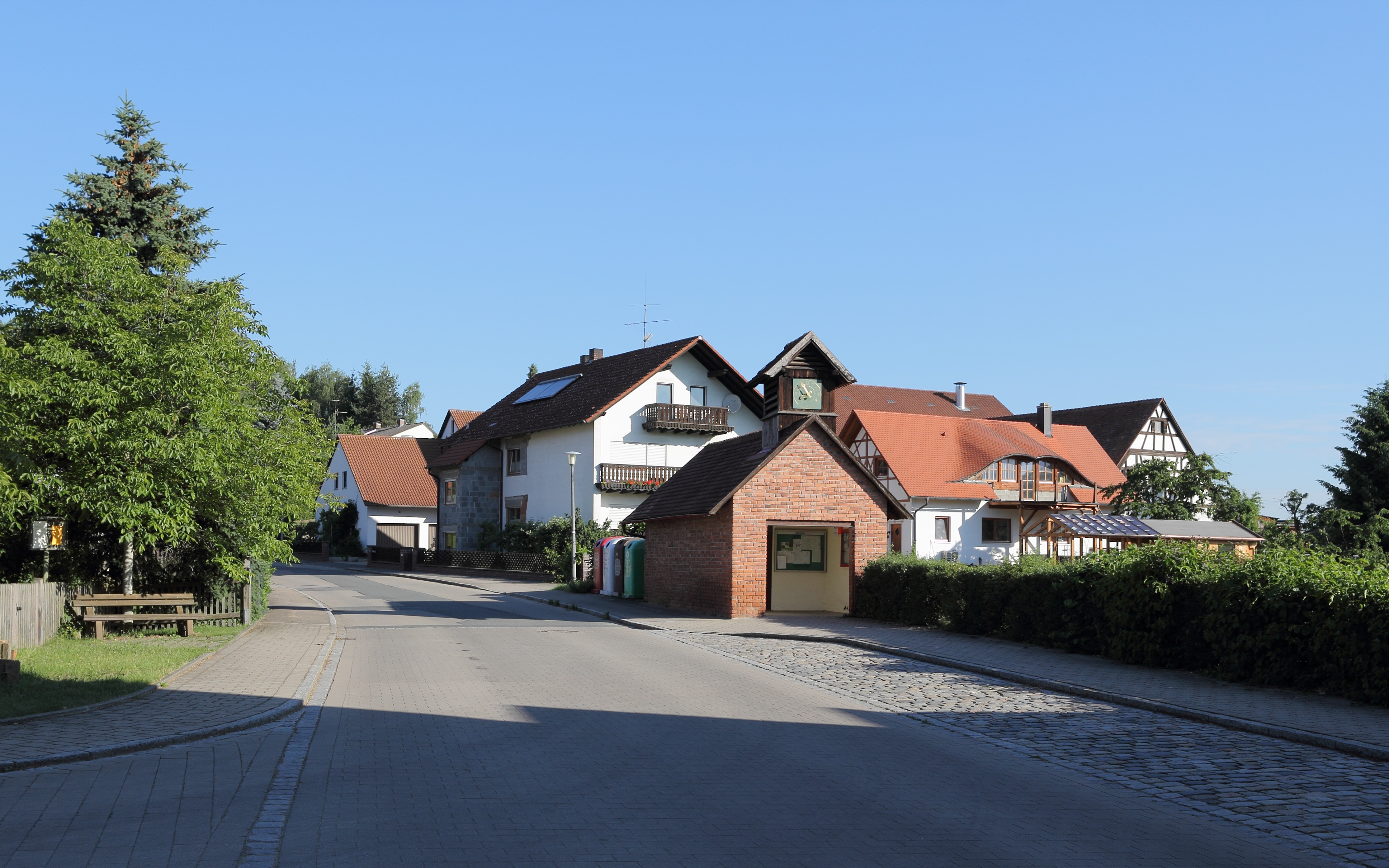
Ortsdurchfahrt

Volkersgau (fränkisch: Folgaschgau) ist ein Gemeindeteil der Gemeinde Kammerstein im Landkreis Roth (Mittelfranken, Bayern). Volkersgau liegt in der Gemarkung Unterreichenbach.

## Geografische Lage
Durch das Dorf fließt die Volkach. 0,5 km südwestlich liegt das Waldgebiet „Baderslohe“, 0,3 km nordwestlich das Waldgebiet „Romlohe“. Im Nordwesten grenzt das Flurgebiet „Hut“ an. Gemeindeverbindungsstraßen führen nach Dechendorf (1,7 km westlich), nach Putzenreuth (0,8 km nördlich), nach Oberreichenbach (2,2 km nordöstlich) und nach Waikersreuth (1,4 km östlich).

## Geschichte
In karolingischer Zeit gehörten das Gebiet und die Höfe von Volkergau zur Königsmark um Schwabach. 
1249 wurde der Ort in einer Bulle des Papstes Innozenz IV. als „Folkadisgehor“ erstmals schriftlich erwähnt, in der er dem Kloster Heilsbronn den Besitz in diesem und in anderen Orten bestätigte. Der Ortsname lautete üblicherweise Volkersgau, die Form der Ersterwähnung scheint durch einen Hörfehler entstanden zu sein. Der Ortsname hat als Bestimmungswort den Personennamen des Gründers Volkhēr(t) und als Grundwort Gau, d. h. „Zur Gau des Volkhēr(t)“. Das Kloster erwarb dort insgesamt acht Höfe. 1434 hatte die Markgrafschaft Ansbach in „Folkerszgawee“ nur Ansprüche von 1 Sumer Korn als jährliche Abgabe für die zum Ort gehörigen Grundstücke. 1623 wurden auch diese Ansprüche nicht mehr verzeichnet. Der Ort hatte zu dieser Zeit 14 Hintersassen, die alle heilsbronnisch waren. Während des Dreißigjährigen Kriegs verödete der Ort bis auf einen Hof. 1732 gab es laut den Oberamtsbeschreibungen von Johann Georg Vetter in Volkersgau 10 Anwesen, von denen 1 Anwesen dem Spital Schwabach, 7 Anwesen dem Klosterverwalteramt Heilsbronn und 2 Anwesen dem Eigenherrn von Mohr zu Sommerhausen unterstanden.
Gegen Ende des 18. Jahrhunderts gab es in Volkersgau 13 Anwesen. Das Hochgericht übte das brandenburg-ansbachische Oberamt Schwabach aus. Die Dorf- und Gemeindeherrschaft hatte das Klosterverwalteramt Heilsbronn. Grundherren waren das Fürstentum Ansbach (Spital Schwabach: 1 Halbhof mit Tafernwirtschaft; Klosterverwalteramt Heilsbronn: 4 Ganzhöfe, 2 Halbhöfe, 1 Zweidrittelhof, 1 Gütlein, 1 Gütlein mit Schmiede) und der Eigenherr von Mohr zu Sommerhausen (3 Halbhöfe). Neben den Anwesen gab es noch kommunale Gebäude (Hirtenhaus, Schäferhaus). Von 1797 bis 1808 unterstand der Ort dem Justiz- und Kammeramt Schwabach. 1804 gab es im Ort 10 Anwesen, von denen 8 dem Oberamt Schwabach und 2 Fremdherren unterstanden.
Im Rahmen des Gemeindeedikts wurde 1808 Volkersgau dem Steuerdistrikt Unterreichenbach und der 1818 gebildeten Ruralgemeinde Unterreichenbach zugeordnet. Am 20. Februar 1960 wurde Unterreichenbach auf eigenen Wunsch in die Stadt Schwabach eingegliedert. Die verbliebene Gemeinde, zu der die Orte Volkersgau, Oberreichenbach, Waikersreuth und Putzenreuth gehörten, behielt für einige Wochen den alten Gemeindenamen. Die Umbenennung in „Volkersgau“ erfolgte schließlich am 9. Juni 1960. Da von der Gemeinde Prünst ein Gebiet von etwa 1 km² abgetreten wurde, hatte die Gemeinde eine Gebietsfläche von 13,373 km². Am 1. Mai 1978 wurde Volkersgau im Zuge der Gebietsreform in Bayern in die Gemeinde Kammerstein eingegliedert.

### Baudenkmäler
In Volkersgau gibt es sechs Baudenkmäler:
- Flurstr. 3: dazugehörige Scheune
- Lindenstr. 1: Bauernhaus
- Lindenstr. 4: Bauernhaus mit dazugehöriger Fachwerk-Scheune
- Lindenstr. 5: Bauernhaus
- Lindenstr. 8: Bauernhaus mit dazugehöriger Scheune und Backhaus
- Kreuzstein

### Einwohnerentwicklung
Gemeinde Volkersgau
| Jahr      | 001961 | 001970 |
| Einwohner | 296    | 349    |
| Häuser    | 59     |        |
| Quelle    | [ 17 ] | [ 22 ] |

Ort Volkersgau
| Jahr      | 001818 | 001840 | 001861 | 001871 | 001885 | 001900 | 001925 | 001950 | 001961 | 001970 | 001987 | 002007 | 002014 |
| Einwohner | 111    | 111    | 123    | 151    | 142    | 124    | 140    | 174    | 134    | 164    | 137    | 170    | 141    |
| Häuser    | 19     | 15     |        |        | 26     | 27     | 28     | 28     | 30     |        | 38     |        |        |
| Quelle    | [ 23 ] | [ 24 ] | [ 25 ] | [ 26 ] | [ 27 ] | [ 28 ] | [ 29 ] | [ 30 ] | [ 17 ] | [ 22 ] | [ 31 ] |        |        |

## Religion
Der Ort ist seit der Reformation evangelisch-lutherisch geprägt und bis heute nach St. Georg (Kammerstein) gepfarrt. Die Katholiken sind nach St. Sebald (Schwabach) gepfarrt.
Volkersgau hat einen Friedhof, der in Privatbesitz ist. Es werden nur Personen beerdigt, die zum Todeszeitpunkt in Volkersgau oder dem Nachbarort Putzenreuth gemeldet waren.

## Ansässige Unternehmen
- Werbung, Druck und Stempel
- Haustechnik
- professionelle Ton- und Lichttechnik
- Bekleidung/Duftöl- und Räucherware

## Bildung und Kultur

### Vereine
- Freiwillige Feuerwehr Volkersgau
- Kerwaboum und Madli Volkersgau

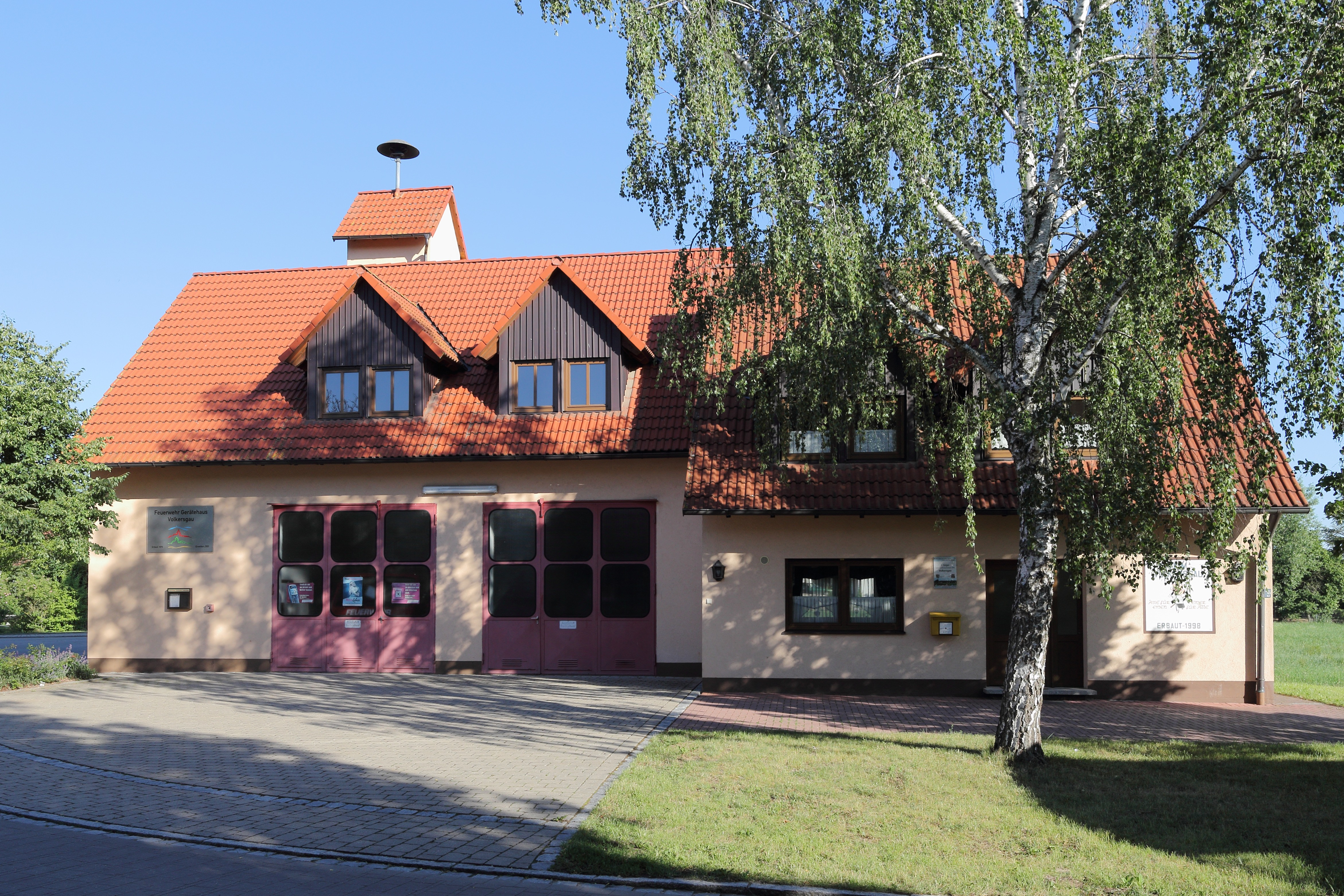
Feuerwehrhaus

- Soldaten- und Kriegerverein Volkersgau
- Obst- und Gartenbauverein Volkersgau
- Gesangsverein Volkersgau und Umgebung

### Veranstaltungen
In der letzten Juniwoche feiert die Bevölkerung jährlich Kirchweih (Kerwa) mit vielerlei Traditionen und Bräuchen.

## Söhne und Töchter des Ortes
- Ulrich Kötzler, 22. Abt des Heilsbronner Klosters (1433–1462)